# Big Star Blues (ビッグスターの悲劇)
「Big Star Blues (ビッグスターの悲劇)」（ビッグ・スター・ブルース ビッグスターのひげき）は、サザンオールスターズの楽曲。自身の12作目のシングルとして、Invitationから7インチレコードで1981年6月21日に発売された。
1988年6月25日と1998年2月11日に8cmCDとして、2005年6月25日には12cmCDで再発売されている。2014年12月17日からはダウンロード配信、2019年12月20日からはストリーミング配信が開始されている。

## 背景・アートワーク
前作から7か月という間隔をあけてのリリース。本作は収録アルバム『ステレオ太陽族』の先行シングルである。
桑田は本作のジャケットで、沖田浩之の真似をしている。

## チャート成績
本作はオリコンチャートで週間49位を記録し累計4.6万枚（オリコン調べ）を売り上げ、自身のシングルとしてはオリコン最低位と最低売上枚数作品である。

## 収録曲
- 収録時間：6:46

1. Big Star Blues (ビッグスターの悲劇) (3:11)
（作詞・作曲：桑田佳祐 / 編曲：サザンオールスターズ）
映画『モーニング・ムーンは粗雑に』主題歌。
歌詞にはダスティン・ホフマン、エリック・クラプトンなどの名前が登場する[6]。
テレビ朝日系音楽番組『ミュージックステーション』に初出演した際に「みんなのうた」と共に披露した曲でもある[7]。
音楽評論家の中山康樹は、本楽曲に対し、「イントロはポール・リヴィア&ザ・レイダーズの『キックス』の転用」と述べている[8]。

1. 朝方ムーンライト (3:34)
（作詞・作曲：桑田佳祐 / 編曲：サザンオールスターズ）
映画『モーニング・ムーンは粗雑に』挿入歌。
タイトルの「朝方ムーンライト」は、デビュー前にボツになった同名の曲から引用した[9]。

## 参加ミュージシャン
- 桑田佳祐:Vocal, Guitar(#1,2)
- 大森隆志:Guitar, Chorus(#1,2)
- 原由子:Vocal, Keyboards(#1,2)
- 関口和之:Bass, Chorus(#1,2)
- 松田弘:Drums, Chorus(#1,2)
- 野沢秀行:Percussion, Chorus(#1,2)

## 収録アルバム
| 曲名                                | 作品名                                    | 備考                                                                            |
| ----------------------------------- | ----------------------------------------- | ------------------------------------------------------------------------------- |
| Big Star Blues (ビッグスターの悲劇) | ステレオ太陽族                            |                                                                                 |
| Big Star Blues (ビッグスターの悲劇) | SOUTHERN ALL STARS BEST ONE '82           | カセットテープのみでの発売のため、現在は廃盤。                                  |
| Big Star Blues (ビッグスターの悲劇) | すいか SOUTHERN ALL STARS SPECIAL 61SONGS | 数量限定商品のため、現在は廃盤。                                                |
| Big Star Blues (ビッグスターの悲劇) | フリフリ'65                               | ライブ『真夏の夜の夢 1988大復活祭』の横浜スタジアム公演の音源が収録されている。 |
| 朝方ムーンライト                    | ステレオ太陽族                            |                                                                                 |
| 朝方ムーンライト                    | バラッド '77〜'82                         |                                                                                 |
| 朝方ムーンライト                    | Shout!                                    | カセットテープのみでの発売のため、現在は廃盤。                                  |
| 朝方ムーンライト                    | すいか SOUTHERN ALL STARS SPECIAL 61SONGS | 数量限定商品のため、現在は廃盤。                                                |

## ミュージック・ビデオ収録作品
| 曲名                                | 作品名 |
| ----------------------------------- | ------ |
| Big Star Blues (ビッグスターの悲劇) | 未収録 |
| 朝方ムーンライト                    | 未収録 |

## ライブ映像作品
| 曲名                                | 作品名                                                                                                  |
| ----------------------------------- | --- |
| Big Star Blues (ビッグスターの悲劇) | 武道館コンサート                                                                                        |
| Big Star Blues (ビッグスターの悲劇) | シークレットライブ'99 SAS 事件簿 in 歌舞伎町                                                            |
| Big Star Blues (ビッグスターの悲劇) | FILM KILLER STREET (Director's Cut) & LIVE at TOKYO DOME                                                |
| 朝方ムーンライト                    | シークレットライブ'99 SAS 事件簿 in 歌舞伎町                                                            |
| 朝方ムーンライト                    | SUMMER LIVE 2003「流石だスペシャルボックス」胸いっぱいの “LIVE in 沖縄” & 愛と情熱の “真夏ツアー完全版” |
| 朝方ムーンライト                    | 真夏の大感謝祭 LIVE                                                                                     |